# Robert Gordon
Robert Gordon, född 29 mars 1947 i Bethesda, Maryland, död 18 oktober 2022 i New York, var en amerikansk rockabillysångare och musiker.

## Diskografi
Studioalbum
- 1977 – Robert Gordon with Link Wray
- 1978 – Fresh Fish Special
- 1979 – Rock Billy Boogie
- 1980 – Bad Boy
- 1981 – Are You Gonna Be The One
- 1994 – All for The Love of Rock'N'Roll
- 1997 – Robert Gordon
- 2004 – Satisfied Mind
- 2007 – It's Now or Never
- 2014 – I'm Coming Home
- 2020 – Rockabilly for Life

Samlingsalbum
- 1982 – Too Fast To Live, Too Young To Die